# Districtul Raška
Districtul Raška (în sârbă Рашки округ) este o unitate administrativă de gradul I, situată în partea de nord a Serbiei. Reședința sa este orașul Kraljevo. Cuprinde 5 comune care la rândul lor sunt alcătuite din localități (orașe și sate).

## Comune
- Kraljevo
- Vrnjačka Banja
- Raška
- Novi Pazar
- Tutin